# 爪楔翅藤
爪楔翅藤（学名：Sphenodesme involucrata）为马鞭草科楔翅藤属下的一个种。